# Тамбо (Інка)

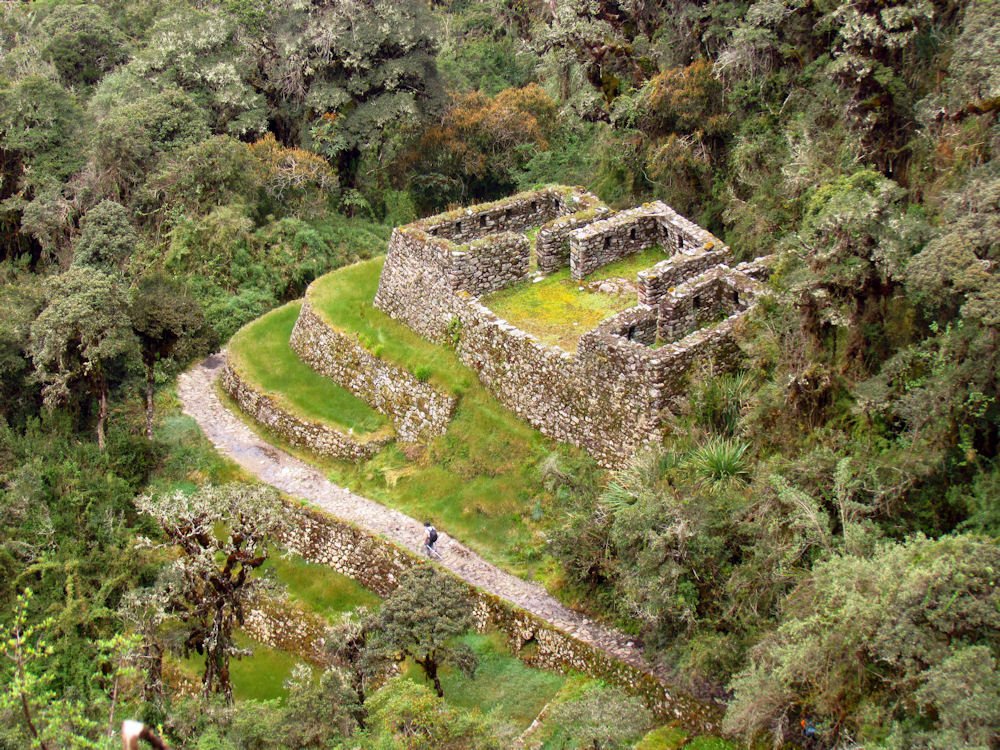
Кончамарка-тамбо на шляху до Мачу Пікчу

Тамбо або Тампу ( Tampu) — дорожні станціїв імперії інків Тауантінсую, де могли відпочити люди (торгівці, кур'єри), які подорожували державними дорогами. Тут вони могли поїсти, а також переночувати. Ідею тамбо інки започили від держави Уарі, де ті вперше з'явилися. Інки вдосконалили та створили систему тамбо.

## Опис
Це були будівлі стандартної форми для усіх місць імперії. Тамбо були доволі великі за територією. Розташовувалися у вигідних місцях, на шляхах до значних місць та важливих фортець.
Тамбо в рівній мірі могли користуватися знать і простий народ. У цьому випадку для Сапа Інки і аристократії відводилася центральна частина споруди. Пурех ночували в бічних крилах тамбо.
Іноді зводили спеціальні, так звані «імператорські» тамбо, призначені для знаті, інші тамбо — менш гарні та більш бідно обставлені — використовувалися простим народом. Поруч з тамбо розташовувався один із державних складів, завжди заповнений їстівними припасами. З цих складів забезпечувалася армія імперії в тих випадках, коли вона за наказом свого володаря перебувала на марші. Також тамбо слугували станцією відпочинку для гінців імперії — часкі, тоді вони називалися «часкіуасі».
Жителі прилеглої айлью, на території якої перебувала тамбо, повинні були стежити за тим, щоб вона нормально функціонувала, прилеглі до неї державні склади були заповнені усім необхідним. Тамбо розрізнялися за розташуванням: невеликі розташовувалися одна від одної на відстані 1 доби, більш важливі — 5-6. У пустелі Атакама виявлені інкські тамбо на відстані 42 км.